# Maximus' Wunderball
Maximus' Wunderball is een knikkerbaan in het Nederlandse attractiepark Toverland. De attractie opende in het voorjaar van 2022 in het themagebied Wunderwald.

## Geschiedenis
In 2004 werd de boomstamattractie Backstroke, het huidige Expidition Zork, geopend. Tezamen met de Tovervijver waar de laatste afdaling plaatsvindt. In 2022 sloot de boomstamattractie om een metamorfose te ondergaan. De gehele baan werd gedecoreerd en op en rondom de Tovervijver verrees een berglandschap met Dennenbomen en diverse houten constructies. Tijdens de ombouw van de boomstamattractie kondigde Toverland aan dat er een tweede attractie gebouwd werd ten oosten de Tovervijver, Maximus' Wunderball. Er werden diverse details vrijgegeven waaronder de verhaallijn. Tijdens de bouw werd een achter-de-schermendocumentaire op YouTube geplaatst. Daarin kwam naar voren dat de eigenaar van het park zich had laten inspireren door een knikkerbaan die ze gezien hadden in Oostenrijk. In het voorjaar van 2022 opende Maximus' Wunderball.

## Rit
Maximus' Wunderball bestaat uit twee afzonderlijke knikkerbanen, beide met een totale lengte van 125 meter, die zich bevinden in berglandschap met dennenbomen. Bezoekers kunnen bij de entree van de attractie een houten knikkerbal, met doorsnede van 7 cm, kopen uit een verkoopautomaat. Via een houten trap betreedt men een houten brug waarop uitleg staat over de knikkerbanen. Vlak hierna ligt ook het beginpunt waar bezoekers hun bal op de baan kunnen leggen. De knikker legt een parcours af waarbij zich veertien obstakels op de baan bevinden zoals melkbussen, een platenspeler, liniaal, potten, pannen, koebellen en een vogelhuisje. De knikkerbaan eindigt aan de voet van het hoogste punt van de naastgelegen boomstamattractie Expedition Zork. Bezoekers kunnen gedurende de hele rit langs de baan lopen om 'hun' bal te volgen. Doordat beide banen naast elkaar liggen, kan men ook wedstrijden houden.

## Verhaal
Het achtergrondverhaal van Maximus' Wunderball gaat verder op de verhaallijn van de attractie Maximus' Blitz Bahn'. Het hoofdpersonage uitvinder Maximus zou de knikkerbaan gemaakt hebben als prototype voor de aandrijving van de Blitz Bahn. Hiermee wordt verwezen naar de grotere knikkerbaan in een van de wachtruimtes van Maximus' Blitz Bahn. Bij het beginpunt van de knikkerbanen ligt ook decoratie die hiernaar verwijst zoals ontwerptekeningen. 

## Afbeeldingen

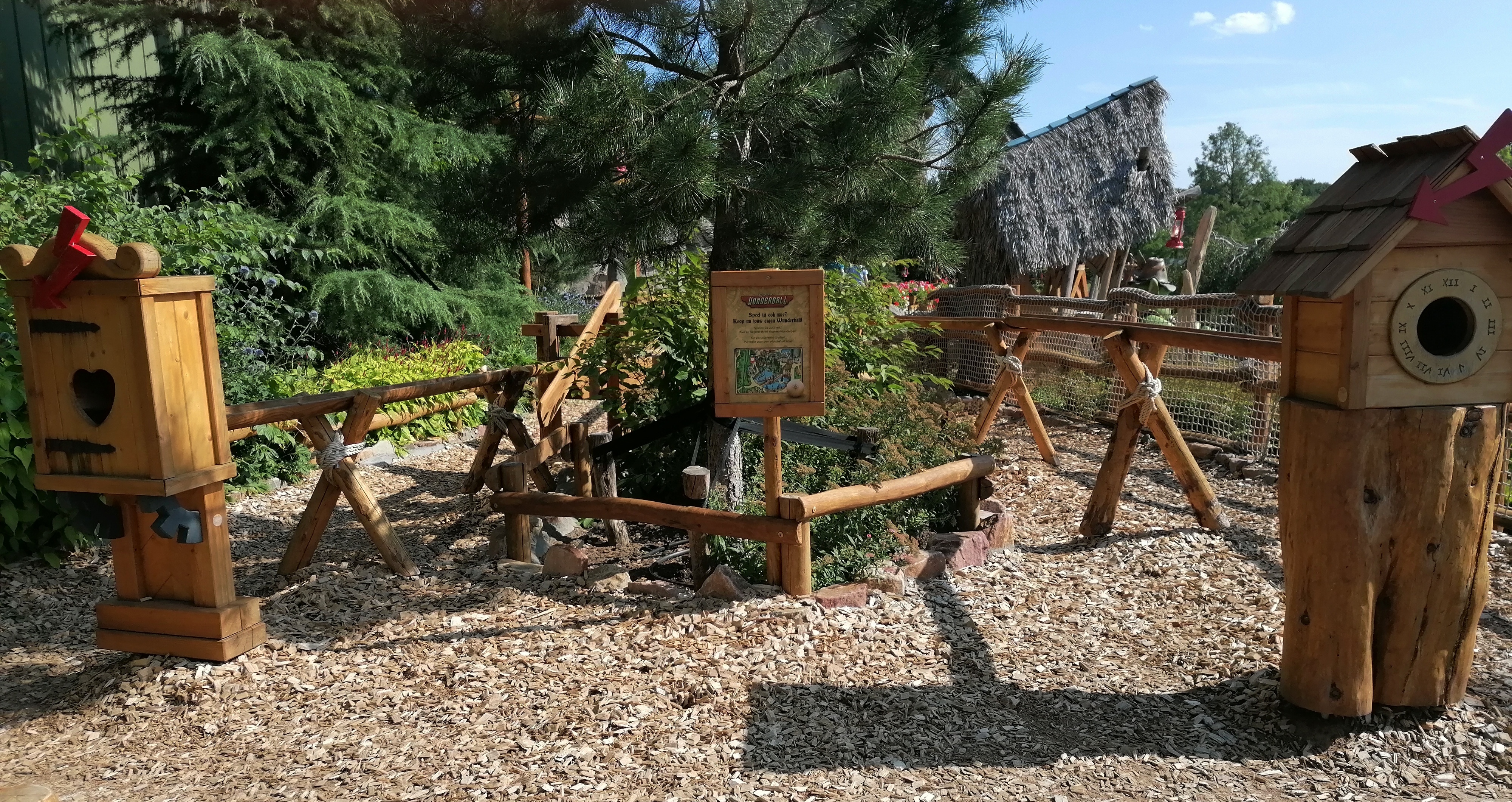
Beginpunt van de parcours.
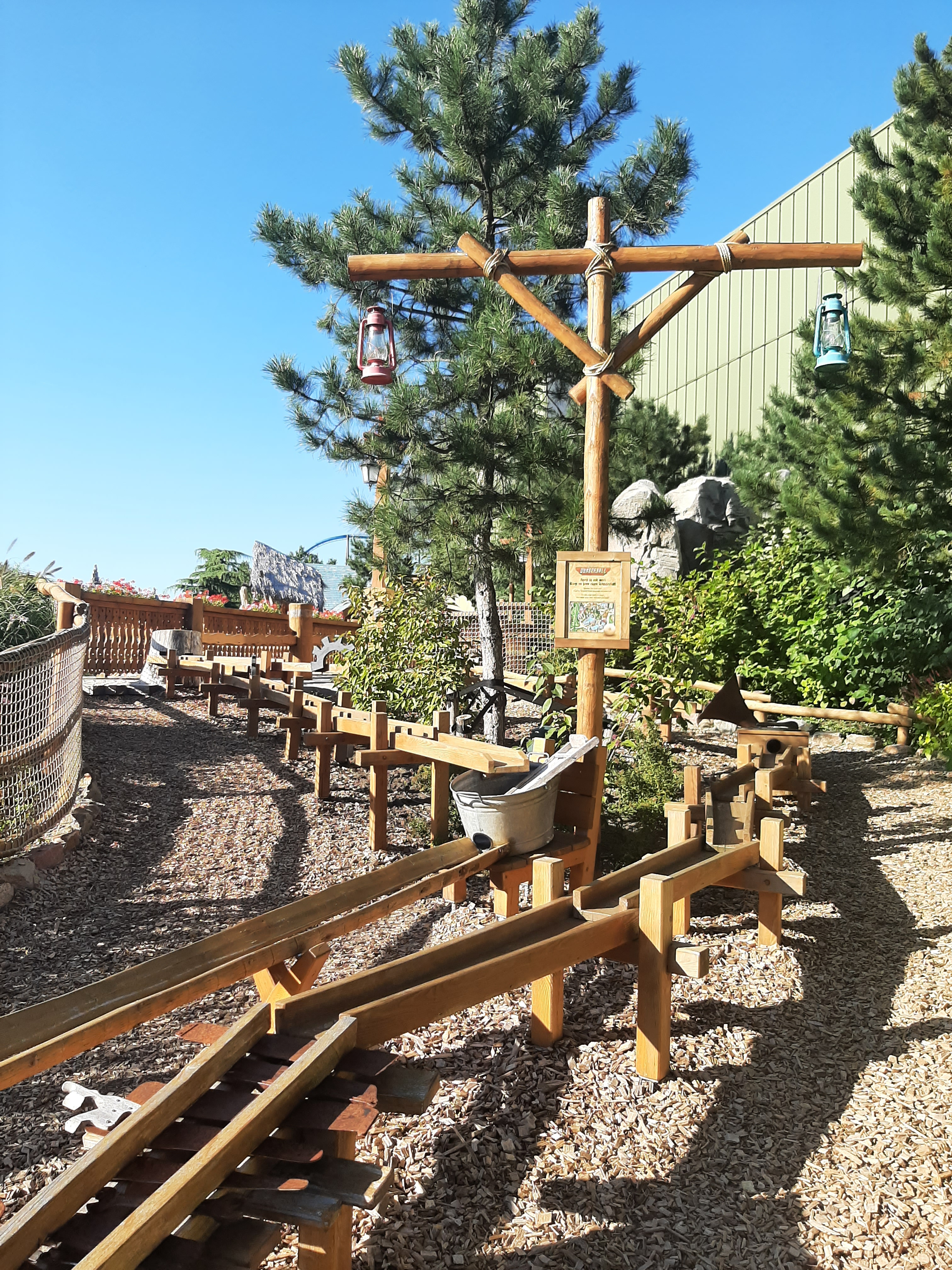
Deel van het parcours.
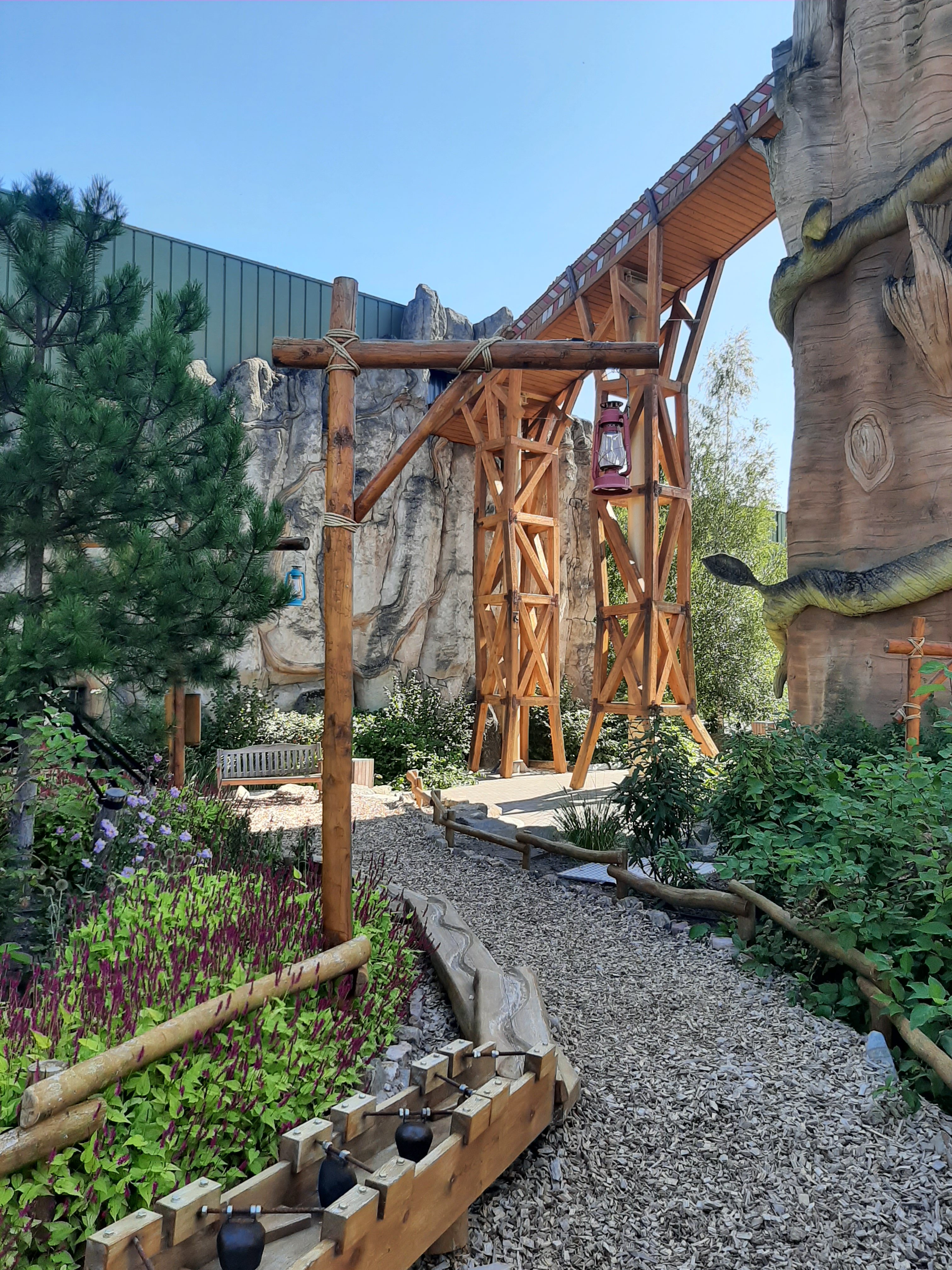
Deel van het parcours.
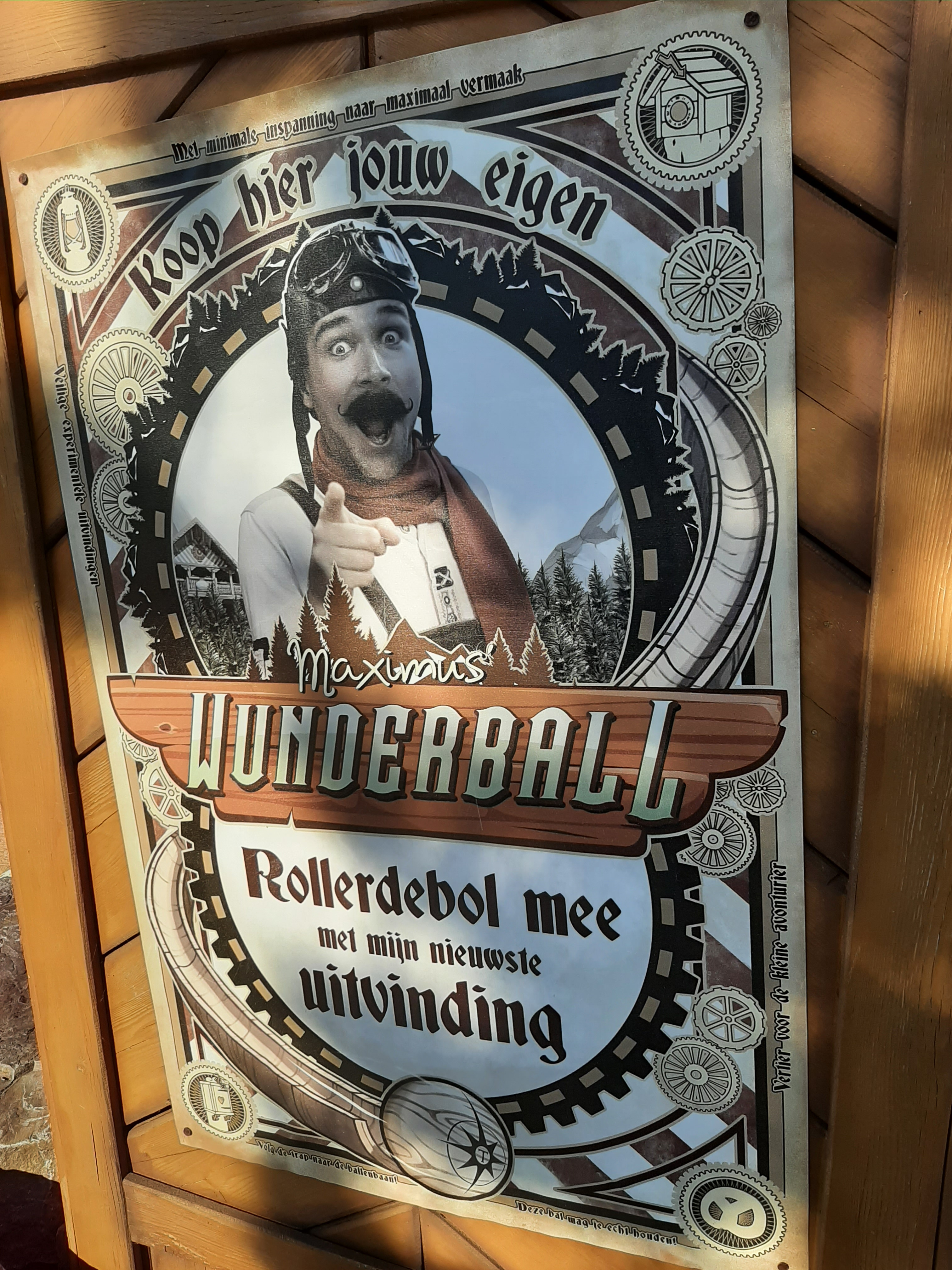
Promotieposter op de verkoopautomaat.

## Officiële website
- Officiële website

Lijst van attracties in Attractiepark Toverland · Afbeeldingen